# Операционная модель
Операционная модель — это абстрактное представление применяемых способов и порядка реализации корпоративной стратегии в повседневной деятельности компании. Она определяет уровень интеграции и стандартизации бизнес-процессов, необходимый для создания и предоставления товаров и услуг компании её клиентам.
Операционная модель включает в себя согласованные между собой операционные процессы, структуру бизнеса, системы менеджмента и корпоративную культуру, разработанные ради достижения главной цели — создания потребительской ценности высшего качества.
Операционная модель объясняет, каким образом компания организует и использует имеющиеся у неё ресурсы для того, чтобы изо дня в день исполнять текущие операции, наилучшим образом воплощая свою бизнес-стратегию.
В настоящее время становление понятия продолжается, его применение часто носит неформальный характер, допускающий существенные отклонения и варианты.

## История
Одним из первичных источников формирования понятия операционная модель может считаться выполненная в рамках Школы бизнеса Sloan Массачусетского Технологического Института (MIT’s Sloan School of Management) исследовательская программа под наименованием "Менеджмент 90-х" (Management in the Nineties). Целью программы было большее понимание роли и влияния информационных технологий на формулирование бизнес-стратеги и структуры предприятий. В опубликованных в начале 90-х годов прошлого века результатах авторы рассматривают совершенствование организации, основываясь на реинжиниринге бизнес-процессов, адаптации организационной структуры и обеспечении соответствующей квалификации исполнителей.
Результатом усилий того периода явился, в том числе, и ввод в обращение понятия "операционная модель". При этом ключевыми элементами, характерными для любой операционной модели, стали относить:
- Процессы (бизнес-процессы)
- Организационная модель (организационная структура)
- Технологии (инструментарий)
- Люди (исполнители)
- Информация (знания, документация)

Следует отметить, что разнообразные активности по изобретению и развитию бизнес-моделей продолжаются, профессиональное сообщество активно обсуждает и применяет различные подходы. Например, описанная в "Harvard Business Review" бизнес-модель, так называемая "Модель четырех ящиков" (The Four-Box Business Model), которая в качестве наиболее значимых рассматривает четыре группы параметров: предлагаемую ценность клиенту, формулу прибыли, основные процессы и основные ресурсы. При этом под ресурсами понимаются, в том числе: персонал, оборудование, технологии, знания...

## Предназначение
Любая организация является сложной системой. Разнообразные модели используются для понимания принципов функционирования системы и, как правило – последующего воздействия на отдельные элементы системы с целью улучшения тех или иных её параметров. Интерес и внимание к операционным моделям также связан со стремлением разобраться в повседневном функционировании организации и предложить варианты по её совершенствованию.

## Способы описания
Для формулирования и анализа операционных моделей применяются различные подходы к их описанию. Большинство подходов основывается на том, что по своей сути операционная модель является частью общей бизнес-модели. Соответственно, для описания операционной модели в том или ином виде применимы методы, используемые для описания бизнес-моделей.
Говоря об операционной модели, наиболее часто подразумевают описание требований и путей реализации набора ключевых элементов, к которым относятся: бизнес-процессы, организационная модель, используемые технологии,а также требования к человеческим ресурсам, порядок использования и способы работы с информационными ресурсами и т.д.
В зависимости от целей формирования описания операционной модели, принято варьировать как составом, так и степенью детализации описаний перечисленных элементов. Так, например, иногда выделяют в отдельную группу организационно-управленческие процессы (см. например, ITIL). Или специфичные технологические, например: операционная модель представляет основные стадии (операции) переработки сырья в продукт, в том числе обеспечивающие протекание основных превращений.

## Разновидности
По уровню детализации, предназначению и контексту использования встречаются следующие варианты операционных моделей и способов применения термина:
Стратегическая операционная модель
Отражает в общих чертах высокоуровневый выбор компании по организации операционной деятельности
Тактическая операционная модель
Детализация стратегической операционной модели до уровня отдельных конкретных элементов (исполняемых операций, штатного расписания, должностных инструкций, инструментов и др.)
Глобальная операционная модель
Это способ ведения бизнеса компании и реализации её стратегии международной экспансии
Локальная операционная модель
Адаптация общекорпоративной операционной модели, отражающая порядок ведения бизнеса в условиях различных ограничений (например, на ограниченной территории, по предоставлению ограниченного набора товаров и услуг, охвату отдельной группы задач или структурных подразделений организации и т.п.)
Отраслевая операционная модель
Характерна для отдельной отрасли бизнеса. Например, часто встречаются обсуждения операционных моделей страхового, банковского бизнеса.
Целевая операционная модель
Описывает видение будущего (целевого) способа ведения бизнеса. Предназначена для организации трансформации компании. Наиболее часто используется различными консалтинговыми структурами, хотя встречаются упоминания и иными организациями.

## Связь с информационными технологиями
Аналитики Центра исследований информационных систем, исследовательской группы Школы бизнеса "Sloan" Массачусетского технологического института, предложили использовать знания об операционной модели организации в ходе принятия решений по инвестициям в ИТ. По их мнению, инвестиции в ИТ должны приоритетным порядком направляться на поддержку операционной модели компании.
Для обеспечения опережающего развития ИТ и адекватной поддержки бизнеса со стороны ИТ в ходе формировании прибавочной стоимости, компании должны определить свою операционную модель. Эта модель, в свою очередь, обозначит требования по интеграции и стандартизации бизнес-процессов, а также выявит критичные возможности ИТ и бизнес-процессов в целом.
Если исходить из максимально общей, двухбалльной оценки уровней стандартизации и интеграции (низкая/высокая), то существует только четыре возможных варианта, которые положены в основу четырех альтернативных вариантов операционных моделей:
1. Диверсификация (низкая стандартизация, низкая интеграция).
2. Репликация (высокая стандартизация, низкая интеграция).
3. Координация (низкая стандартизация, высокая интеграция).
4. Унификация (высокая стандартизация, высокая интеграция).

Каждая из четырех возможных операционных моделей предоставляет одну из жизнеспособных альтернатив формирования и предоставления товаров и услуг клиентам компании. При этом каждая из них требует своего собственного варианта реализации поддержки со стороны ИТ, включая типы используемых информационных систем и архитектуру их построения.

## Примеры операционных моделей
- eTOM (Enhanced Telecom Operations Map)
- IAA (Insurance Application Architecture)
- BIAN (Banking Industry Architecture Network)
- IFW (Information Framework)
- ITIL (Information Technology Infrastructure Library)
- COBIT (Control Objectives for Information and related Technology)